# Alberto Solfrini
Alberto Solfrini, noto anche con lo pseudonimo di Koma Band (Forlì, 21 settembre 1947 – 20 agosto 2007), è stato un cantante italiano.
Forlì, nel marzo 2022, rende omaggio al grande musicista, intitolando una strada col suo nome nel quartiere cittadino di Coriano. Operazione promossa dall'associazione Soul Brothers Company insieme all'amico Roberto Martini, ai famigliari e ai numerosi fan.

## Biografia
Comincia a suonare la chitarra e a cantare giovanissimo, nei primi anni sessanta, esibendosi con vari piccoli complessi che allora si formavano nella sua città natale. In seguito, nel 1966, entra come bassista e cantante nell'orchestra di Edgardo Gelli che era in cerca di qualcuno per il periodo estivo che fosse in grado di cantare le canzoni dei Beatles. Dopo l'estate soggiorna per diversi mesi in Gran Bretagna dove ha modo di migliorare il proprio inglese.
Al ritorno dal Regno Unito ritorna con l'orchestra Gelli e poi nel 1967 entra al basso nei The Richard's, gruppo di Lugo di Romagna già attivo da alcuni anni, con il quale incide due 45 giri e partecipa a diverse manifestazioni di carattere nazionale vincendo il Festival di Loano. Nel 1968 lascia i Richard's'e si unisce, sempre come bassista, a Sbranco e le Purghe Elettriche, gruppo forlivese allora appena formato. Verso la fine dello stesso anno diviene il bassista dei Cliffters, complesso forlivese in attività dal 1964. All'ingresso di Solfrini, i Cliffters sono reduci dall'incisione del 45 giri Preghiera/La fretta di arrivare e dall'aver aperto i concerti bolognesi di Jimi Hendrix, esperienze che ad Alberto sfuggono per un soffio. Gli altri membri del gruppo sono Renzo Tortora alla chitarra, Uberto Saragoni all'organo e Pasquale Venditto alla batteria. Questa formazione che si caratterizzò per i cori e gli impasti vocali è unanimemente considerata la migliore della decennale storia del gruppo.
Nel 1972 i Cliffters con una formazione rinnovata (Christian Souiller e Beppe Leoncini al posto di Tortora e Venditto) partecipano al Festival Pop di Villa Pamphili a Roma e poco dopo incidono presso gli studi di Edoardo Vianello a Roma un album per l'etichetta It di Vincenzo Micocci. Le musiche e i testi originali in inglese sono di Alberto Solfrini, ma i brani vengono incisi con i testi in italiano di un giovanissimo Francesco De Gregori. Il complesso si scioglierà qualche mese dopo, all'inizio del 1973, e il disco non verrà mai pubblicato. Esiste però una preproduzione "casalinga" registrata con un Revox a otto piste nella sala prove del gruppo che comprende alcuni brani in inglese e in italiano. Dopo lo scioglimento dei Cliffters, Solfrini abbandona temporaneamente il mondo della musica e apre una boutique a Forlì.
Nel 1976 diventa socio dell'etichetta discografica forlivese Sky Record nei cui studi di registrazione inciderà nel 1980 il suo primo album solista Solfrini, nel quale suonano i Nabla al completo: Pino Ettorre (basso), Ciro Ettorre (chitarra), Vince Vallicelli (batteria), Luca Orioli (tastiere). Il disco include la canzone Torno in Guyana, presentata da Augusto Martelli alla trasmissione Popcorn. Nello stesso anno e nell'anno seguente Solfrini porterà in giro per l'Italia le canzoni del suo album omonimo sempre con i Nabla ma senza Luca Orioli. Incide dischi con il proprio nome e con lo pseudonimo di Koma Band (da ricordare un singolo di un certo successo, Kavrones). La casa discografica Virgin lo prende sotto contratto. In questo periodo appare spesso al Maurizio Costanzo Show.
Si mette in evidenza nel 1984 sia alla manifestazione Azzurro '84 sia al Festivalbar, dove presenta il singolo dal sapore estivo Belle mulatte che ottiene un buon successo, più radiofonico che in termini di vendite discografiche. L'anno successivo tenta di bissare il successo con il singolo La domenica la gente va al mare che passa tuttavia inosservato, forse anche per essere musicalmente molto differente dal brano proposto nel 1984.
Nel 1989 Solfrini partecipa alla preselezione per la sezione Emergenti del Festival di Sanremo con la canzone Rosa ma non viene ammesso alla manifestazione: tuttavia compare nella compilation uscita in occasione del Festival con un altro brano, Notturno italiano che però era già uscito in un suo album due anni prima e che non aveva alcun nesso con il Festival. Nel 1990 Miguel Bosé incide la canzone Nunca Pasa Nada, scritta insieme a lui. Nello stesso anno Solfrini realizza il disco Giù la testa con il clarinettista Henghel Gualdi, il chitarrista Jimmy Villotti, il tastierista Pippo Guarnera e il batterista Enzo Vallicelli, gli stessi musicisti con i quali, nel 1993, va in tournée e incide il disco dal vivo Solfrini Live al Roxy bar.
Nel 2001 scrive la canzone La vongola cantata da Clara, che ha grande successo in Germania.

## Discografia

### Discografia con The Richards
Singoli
- 1967 - Se no non fa niente/Vado per le strade del mondo
- 1967 - La strada del rimorso/T'ho voluto bene

### Discografia solista
Album in studio
- 1980 - Nabla - Solfrini
- 1985 - Alberto Solfrini
- 1987 - Notturno
- 1990 - Giù la testa

Album dal vivo
- 1993 - Live al Roxy Bar

Singoli
- 1981 - Torno in Guyana/Isabella (come Solfrini)
- 1982 - Roma non ha paura del lupo/Musicanti
- 1984 - Belle mulatte/La monella
- 1988 - Radio rimbomba
- 1988 - Mal de Africa/Te llevare a Paris
- 1988 - La radio es la bomba/La radio es la bomba (Instrumental Version)
- 1993 - Gennaro/Annina

### Discografia come Koma Band
Singoli
- 1983 - Cavrones (Du tu vu ndà)
- 1983 - I ni ghi na' (Vocal)

## Canzoni scritte per altri
- 1990 - Miguel Bosé Nunca Pasa Nada
- 2001 - Clara La vongola